# Arteria supraorbitalis

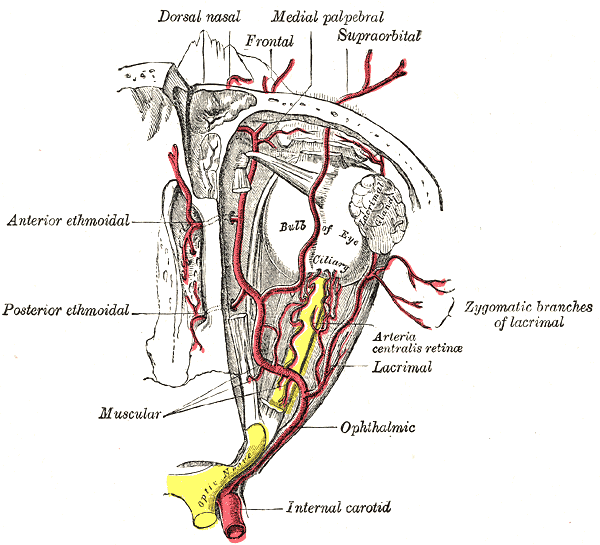
Äste der Arteria ophthalmica

Die Arteria supraorbitalis (lat. für ‚Oberaugenhöhlenarterie‘) ist eine Schlagader des Kopfes. Sie entspringt der Arteria ophthalmica nach deren Überquerung des Sehnervs und zieht in der Augenhöhle nach vorn. Die Arteria supraorbitalis verlässt die Augenhöhle zusammen mit ihrer Begleitvene und dem Nervus supraorbitalis durch das Foramen supraorbitale. Sie versorgt die Stirn, die Kopfschwarte bis zum Scheitel und Teile der Augenlider.